# فضاء النقطة الثابتة
في علم الرياضيات،يسمى فضاء هاوسدورف X باسم فضاء النقطة الثابتة إذا كانت كل دالة متصلة {\displaystyle f:X\rightarrow X} تتميز بـنقطة ثابتة.
على سبيل المثال، أي فترة مغلقة [أ، ب] في {\displaystyle \mathbb {R} } عبارة عن فضاء نقطة ثابتة ويمكن إثباته من خاصية القيمة المتوسطة للدالة المتصلة الحقيقية. مع ذلك لا تعد الفترة المفتوحة (أ، ب)، فضاء نقطة ثابتة. لملاحظتها، انظر إلى الدالة 
{\displaystyle f(x)=a+{\frac {1}{b-a}}\cdot (x-a)^{2}}، على سبيل المثال.
أي فضاء مرتب خطيًّا ومتصل وله عنصر أعلى وأدنى هو فضاء من فضاءات النقطة الثابتة.
لاحظ أننا في التعريف نستطيع بسهولة التخلص من اشتراط أن الفضاء هو فضاء هاوسدورف.